# Manuel Pérez-Gil y González
Manuel Pérez-Gil y González (* 13. Januar 1921 in Morelia, Mexiko; † 14. Februar 1996) war ein mexikanischer Geistlicher und römisch-katholischer Erzbischof von Tlalnepantla.

## Leben
Manuel Pérez-Gil y González empfing am 10. April 1943 das Sakrament der Priesterweihe.
Am 18. Juli 1966 ernannte ihn Papst Paul VI. zum Bischof von Mexicali. Der Apostolische Delegat in Mexiko, Erzbischof Luigi Raimondi, spendete ihm am 18. Oktober desselben Jahres die Bischofsweihe; Mitkonsekratoren waren der Bischof von Tijuana, Alfredo Galindo Mendoza MSpS, und der Koadjutorerzbischof von Hermosillo, Carlos Quintero Arce.
Am 30. März 1984 ernannte ihn Papst Johannes Paul II. zum Bischof von Tlalnepantla. Die Amtseinführung erfolgte am 2. Juni desselben Jahres. Mit der Erhebung der Diözese zum Erzbistum am 17. Juni 1989 wurde er zum ersten Erzbischof von Tlalnepantla ernannt.